# گاه شمار قرن دوم هجری خورشیدی
گاه شمار قرن خورشیدی نگاهی است به تاریخ اسلام در خلال قرن دوم خورشیدی.
- ۸ ذی‌الحجة ۱۰۲: دوشنبه ۲۲ خرداد ۱۰۰؛ نبرد مسلمانان (به فرماندهی سمح بن مالک خولانی) و فرانسویان (به فرماندهی اودس کبیر دوک آکویتین) در تولوز؛
- ۱۵ شعبان ۱۱۴: جمعه ۲۲ مهر ۱۱۱؛ جنگ بلاط الشهداء بین مسلمانان (به فرماندهی عبدالرحمان غافقی) و فرانسویان (به فرماندهی شارل مارتل) در پواتیه در جنوب فرانسه؛ شکست مسلمانان و عقب‌نشینی ایشان به اسپانیا
- ۷ ذی‌الحجة ۱۱۴: چهارشنبه ۱۲ بهمن ۱۱۱؛ کشته‌شدن محمد باقر
- ۵ ربیع‌الاول ۱۱۷: دوشنبه ۱۸ فروردین ۱۱۴؛ درگذشت سکینة بنت حسین بن علی
- ۲۴ محرم ۱۲۰: سه‌شنبه ۵ بهمن ۱۱۶؛ آغاز قیام زید بن علی بن حسین در کوفه
- ۲۶ محرم ۱۲۰: پنج‌شنبه ۷ بهمن ۱۱۶؛ کشته‌شدن زید بن علی بن حسین و شکست قیام او
- ۱۰ جمادی‌الثانی ۱۲۲هجری: وصول سر زید بن علی به مصر
- ۹ ربیع‌الاول ۱۲۵هجری: پنج‌شنبه ۲۳ دی ۱۲۱؛ درگذشت خلیفه هشام بن عبدالملک اموی
- ۲۰ ربیع‌الاول ۱۲۵: دوشنبه ۴ بهمن ۱۲۱؛ به خلافت رسیدن ولید بن یزید بن عبدالملک اموی
- ۲۷ جمادی‌الثانی ۱۲۶: پنج‌شنبه ۳۱ فروردین ۱۲۳؛ کشته‌شدن خلیفه ولید بن یزید بن عبدالملک اموی به دست یزید بن ولید بن عبدالملک اموی و خلافت یزید بن ولید
- اول ذی‌القعده ۱۲۶: شنبه ۲۸ مرداد ۱۲۳؛ درگذشت محمد بن علی بن عبدالله بن عباس بنیان‌گذار جنبش عباسیان علیه امویان
- ۲۹ ذی‌الحجه ۱۲۶: دوشنبه ۲۴ مهر ۱۲۳؛ درگذشت خلیفه یزید بن ولید بن عبدالملک اموی؛ جانشینی ابراهیم بن ولید
- ۱۰ ربیع‌الاول ۱۲۷: یکشنبه ۳ دی ۱۲۳؛ خلع خلیفه ابراهیم بن ولید اموی از خلافت توسط مروان بن محمد و خلافت مروان دوم آخرین خلیفهٔ اموی
- اول شوال ۱۲۷: سه‌شنبه ۱۹ تیر ۱۲۴؛ رسیدن سپاه امویان به شهر حمص که علیه مروان حمار شورش کرده بودند
- ۷ صفر ۱۲۸: دوشنبه ۲۱ آبان ۱۲۴؛ تولد موسی کاظم
- ۱۵ جمادی‌الثانی ۱۲۹: جمعه ۱۵ اسفند ۱۲۵؛ آغاز سفر ابومسلم خراسانی همراه هفتادتن از یارانش به خراسان از سوی ابراهیم عباسی برای سامان دادن اوضاع آن‌جا به نفع عباسیان
- ۹ شعبان ۱۲۹: سه‌شنبه ۸ اردیبهشت ۱۲۶؛ اقامت ابومسلم در ده فنین در حوالی مرو
- دوم رمضان ۱۲۹: سه‌شنبه ۲۹ اردیبهشت ۱۲۶؛ استقرار ابومسلم خراسانی در ده سفیدنج از ناحیهٔ خرقان
- ۲۵ رمضان ۱۲۹: جمعه ۲۲ خرداد ۱۲۶؛ علنی کردن دعوت عباسیان در خراسان توسط ابومسلم خراسانی علیه دولت اموی
- اول شوال ۱۲۹: پنج‌شنبه ۲۸ خرداد ۱۲۶؛ قیام ابومسلم خراسانی در ده سفیدنج خراسان
- ۹ ذی‌القعده ۱۲۹هجری: شنبه ۳ مرداد ۱۲۶؛ اردو زدن یاران ابومسلم در ده ماخوان
- ۶ ذی‌الحجه ۱۲۹: جمعه ۳۰ مرداد ۱۲۶؛ اردوی ابومسلم در ده الین
- ۱۲ ربیع‌الاول ۱۳۱: شنبه ۲۲ آبان ۱۲۷؛ درگذشت نصر بن سیار فرماندار ایران از سوی امویان، در ری
- ۷ محرم ۱۳۲: سه‌شنبه ۵ شهریور ۱۲۸؛ نبرد هواداران بنی‌عباس با بنی‌امیه
- ۱۳ ربیع‌الثانی ۱۳۲: شنبه ۱۲ آبان ۱۲۸؛ بیعت با عبدالله سفاح سرسلسلهٔ عباسیان به عنوان خلیفه
- ۱۱ جمادی‌الثانی ۱۳۲: یک‌شنبه ۹ بهمن ۱۲۸؛ شکست مروان بن محمد خلیفهٔ امویان در نبرد زاب الکبیر؛ هزیمت امویان
- ۱۰ رمضان ۱۳۲: چهارشنبه ۵ اردیبهشت ۱۲۹؛ سقوط دمشق به دست عباسیان به فرما
- ۱۵ ذی‌القعده ۱۳۲: پنج‌شنبه ۷ تیر ۱۲۹؛ کشته‌شدن عام بنی‌امیه به دست عباسیان در دمشق
- ۸ ذی‌الحجة ۱۳۲: یکشنبه ۳۰ تیر ۱۲۹؛ کشته‌شدن مروان بن محمد در مصر؛ انقراض دولت امویان
- ۱۲ ذی‌الحجة ۱۳۶: شنبه ۲۱ خرداد ۱۳۳؛ درگذشت خلیفه ابوالعباس سفاح عباسی؛ به خلافت رسیدن منصور عباسی
- ۱۸ ذی‌الحجة ۱۳۹؛ جمعه ۲۷ اردیبهشت ۱۳۶؛ زندانی شدن عبدالله بن علی به دستور منصور عباسی
- ۶ ربیع‌الاول ۱۴۲؛ شنبه  ۱۹ تیر ۱۳۸؛ شکست عبدالجبار از عباسیان
- ۲۵ ذی‌القعده ۱۴۵: دوشنبه ۲۹ بهمن ۱۴۱؛ کشته‌شدن ابراهیم باخمری
- ۲۶ محرم ۱۴۶: جمعه ۲۹ فروردین ۱۴۲؛ کشته‌شدن علی بن حسن مثلث در زندان خلیفه منصور عباسی
- ۱۵ ربیع‌الاول ۱۴۸: شنبه ۲۵ اردیبهشت ۱۴۴؛ درگذشت اعمش کوفی
- ۲۵ شوال ۱۴۸: شنبه ۲۷ آذر ۱۴۴؛ کشته‌شدن جعفر صادق
- ۱۱ ذی‌القعده ۱۴۸: یکشنبه ۱۲ دی ۱۴۴؛ تولد علی بن موسی الرضا
- ۶ ذی‌القعده ۱۵۸: شنبه ۱۸ مهر ۱۵۴؛ درگذشت خلیفه منصور عباسی
- ۲۳ محرم ۱۶۹: جمعه ۱۸ مرداد ۱۶۴؛ درگذشت خلیفه مهدی عباسی
- ۱۳ ذی‌القعده ۱۶۹: چهارشنبه ۳۱ اردیبهشت ۱۶۵؛ آغاز قیام حسین بن علی
- ۸ ذی‌الحجه ۱۶۹: یکشنبه ۲۵ خرداد ۱۶۵؛ نبرد فخ و کشته‌شدن حسین بن علی بن حسن وشکست قیام وی به دست عباسیان
- ۱۴ ربیع‌الاول ۱۷۰: چهارشنبه ۲۶ شهریور ۱۶۵؛ درگذشت خلیفه هادی عباسی و خلافت برادرش هارون عباسی
- اول ذی‌القعده ۱۷۳: دوشنبه ۶ فروردین ۱۶۹؛ تولد فاطمه معصومه دخت موسی کاظم
- اول ذی‌القعده ۱۷۷: جمعه ۲۲ بهمن ۱۷۲؛ درگذشت شریک بن عبدالله نخعی
- ۱۰ ربیع‌الاول ۱۷۹: چهارشنبه ۱۷ خرداد ۱۷۴؛ درگذشت مالک بن انس پیشوای مذهب مالکی
- ۸ ذی‌الحجه ۱۷۹: دوشنبه ۷ اسفند ۱۷۴؛ ورود موسی کاظم به زندان فرمانداری بصره
- ۲۵ رجب ۱۸۳: یکشنبه ۱۴ شهریور ۱۷۸؛ کشته‌شدن موسی کاظم در زندان هارون الرشید در بغداد
- ۳۰ محرم ۱۸۹:  دوشنبه ۲۰ دی ۱۸۳؛ کشته‌شدن یحیی برمکی وزیر ایرانی عباسیان به دستور خلیفه هارون عباسی
- اول جمادی‌الثانی ۱۹۳: پنج شنبه ۶ فروردین ۱۸۸؛ درگذشت هارون الرشید در توس و دفن او در خانه حمید بن قحطبه
- ۱۴ جمادی‌الثانی ۱۹۳: چهارشنبه ۱۹ فروردین ۱۸۸: خلافت امین عباسی در بغداد
- سوم ربیع‌الثانی ۱۹۴: دوشنبه ۲۸ دی ۱۸۸؛ نقض عهدنامهٔ مکه به دست خلیفه امین عباسی و آغاز درگیری بین او و برادرش مأمون عباسی
- ۱۰ رجب ۱۹۵: سه‌شنبه ۲۳ فروردین ۱۹۰؛ تولد محمد تقی
- ۲۵ محرم ۱۹۸:  یکشنبه ۷ مهر ۱۹۲؛ کشته‌شدن خلیفه امین عباسی به دست سپاهیان برادرش مأمون عباسی (به فرماندهی طاهر بن حسین خراسانی و هرثمة بن اعین بغدادی)، آغاز خلافت مأمون عباسی
- ۱۰ جمادی‌الثانی ۱۹۹: جمعه ۱۰ بهمن ۱۹۳؛ قیام ابن طباطبا در کوفه